# Epicauta straba
Epicauta straba là một loài bọ cánh cứng trong họ Meloidae. Loài này được Horn miêu tả khoa học năm 1891.